# Marcelo Moraes
Marcelo Pires Moraes (Porto Alegre, 7 de agosto de 1979) é um comerciante e político brasileiro filiado ao Partido Liberal (PL). Atualmente, exerce seu primeiro mandato de deputado federal pelo Rio Grande do Sul. Marcelo é filho de Sérgio Moraes (ex-prefeito de Santa Cruz do Sul e ex-deputado federal) e de Nilza Terezinha da Silva Pires. Até abril de 2021, Marcelo apresentou alinhamento de 92% com o governo Bolsonaro nas votações da câmara.

## Biografia

### Deputado estadual
Marcelo foi eleito deputado estadual na eleição de 2010 e reeleito na eleição de 2014. Em seu último mandato no cargo, durante o governo de José Ivo Sartori (PMDB), Marcelo votou contra o aumento do ICMS, contra as privatizações, a favor da aprovação da Lei de Responsabilidade Fiscal Estadual, a favor da extinção de fundações e contra a adesão ao Regime de Recuperação Fiscal (RRF).

### Deputado federal
Na eleição estadual de 2018, Marcelo se elegeu deputado federal. Em seu mandato na câmara, Marcelo cronologicamente votou contra a MP 867 (que segundo ambientalistas alteraria o Código Florestal anistiando desmatadores); a favor da PEC da Reforma da Previdência e de excluir os professores nas regras da mesma; a favor da MP da Liberdade Econômica; contra Alteração no Fundo Eleitoral; contra aumento do Fundo Partidário; contra cobrança de bagagem por companhias aéreas; contra incluir políticas LGBTs na pasta de Direitos Humanos; a favor do PL 3723 que regulamenta a prática de atiradores e caçadores; a favor do  "Pacote Anti-crime" de Sergio Moro; a favor do Novo Marco Legal do Saneamento; contra redução do Fundo Eleitoral; contra a suspensão do mandato do deputado Wilson Santiago (PTB/PB), acusado de corrupção; a favor de ajuda financeira aos estados durante a pandemia de COVID-19; a favor do Contrato Verde e Amarelo; a favor da MP 910 (conhecida como MP da Grilagem); a favor da flexibilização de regras trabalhistas durante a pandemia; a favor do congelamento do salário dos servidores; a favor da anistia da dívida das igrejas; a favor da convocação de uma Convenção Interamericana contra o Racismo; a favor de destinar verbas do novo FUNDEB para escolas ligadas às igrejas; contra autonomia do Banco Central; contra a manutenção da prisão do deputado bolsonarista Daniel Silveira (PSL/RJ); a favor da validação da PEC da Imunidade Parlamentar; a favor da PEC Emergencial (que trata do retorno do auxílio emergencial por mais três meses e com valor mais baixo); a favor que empresas possam comprar vacinas da COVID-19 sem doar ao SUS; a favor de classificar a educação como "serviço essencial" (possibilitando o retorno das aulas presenciais durante a pandemia) e a favor de acabar com o Licenciamento Ambiental para diversas atividades. Marcelo esteve ausente na votação sobre criminalizar ou não responsáveis por rompimento de barragens e na votação definitiva sobre o FUNDEB.

## Desempenho eleitoral
| Ano  | Eleição                        | Cargo             | Partido | Coligação                    | Suplentes                                            | Votos          | Resultado                                        |
| ---- | ------------------------------ | ----------------- | ------- | ---------------------------- | ---------------------------------------------------- | -------------- | ------------------------------------------------ |
| 2008 | Municipal de Santa Cruz do Sul | Vereador          | PTB     | PTB / PRB                    | Ilário Keller (PTB), Antônio Nelson Nascimento (PTB) | 1.579 (2,33%)  | Eleito (8ª pessoa mais votada, 3ª na coligação)  |
| 2010 | Estadual do Rio Grande do Sul  | Deputado Estadual | PTB     | sem coligação proporcional   | Jurandir Maciel (PTB), Luiz Antônio Tirello (PTB)    | 32.535 (0,58%) | Eleito (60ª pessoa mais votada, 4ª no partido)   |
| 2014 | Estadual do Rio Grande do Sul  | Deputado Estadual | PTB     | sem coligação proporcional   | José Sperotto (PTB), Jurandir Maciel (PTB)           | 52.269 (0,94%) | Reeleito (16ª pessoa mais votada, 2ª no partido) |
| 2018 | Estadual do Rio Grande do Sul  | Deputado Federal  | PTB     | PTB / PSDB / PRB / REDE / PP | Ronaldo Santini (PTB), Ronaldo Nogueira (PTB)        | 69.904 (1,27%) | Eleito (28ª pessoa mais votada, 9ª na coligação) |